# 交響曲第1番 (グラズノフ)
アレクサンドル・グラズノフの交響曲第1番ホ長調作品5は、グラズノフが1882年に作曲した最初の交響曲である。16歳のときの作品だが、ロシア5人組とチャイコフスキーなどの西洋文化の影響を受けた作曲家とのギャップを埋めるという、グラズノフの音楽スタイルは確立されている。1885年と1929年に改訂されている。
ロシアの実業家ベリャーエフは、グラズノフの熱狂的な作品に惹かれてグラズノフの作品を出版するための出版社を作り、パトロンとなった。彼によって、リストに注目されることとなり、1884年にはヴァイマルでも演奏された。

## 初演
1882年、サンクトペテルブルクにて、師であるバラキレフが指揮。
観客は演奏に非常に熱狂したが、16歳の学生服を着た少年が指揮台に上りあいさつをしたときには、それ以上に驚いたという。

## 楽器編成
- 木管楽器
  - フルート　2
  - オーボエ　2
  - クラリネット　2
  - ファゴット　2
- 金管楽器
  - ホルン　4
  - トランペット　2
  - トロンボーン　3
- 打楽器
  - ティンパニ
  - シンバル
  - トライアングル
- 弦楽器（弦五部）
  - 第1ヴァイオリン
  - 第2ヴァイオリン
  - ヴィオラ
  - チェロ
  - コントラバス

## 構成
第1楽章　アレグロ
あたたかく感覚的なコラールのような西洋風の音楽。
第2楽章　スケルツォ：アレグロ
ボロディンのオペラ『イーゴリ公』（ボロディンの死後グラズノフにより完成）とよく似ている。どちらもポーランドの民族音楽の影響を受けている。
第3楽章　アダージョ
ゆったりとした前後と、力強い中間部の3つの部分からなる。
第4楽章　フィナーレ：アレグロ
再びポーランド民謡がテーマとなる。